# اویانه هرناندز
اویانه هرناندز (انگلیسی: Oihane Hernández؛ زادهٔ ۴ مهٔ ۲۰۰۰) بازیکن فوتبال اهل اسپانیا است.
وی همچنین در تیم‌های ملی فوتبال Spain women's national under-17 football team و Spain women's national under-19 football team بازی کرده‌است.